# Sanmu
Sanmu (jap. 山武市 Sanmu-shi) – miasto w Japonii, w prefekturze Chiba, na wyspie Honsiu (Honshū). Ma powierzchnię 146,77 km². W 2020 r. mieszkały w nim 48 462 osoby, w 19 330 gospodarstwach domowych  (w 2010 r. 56 086 osób, w 19 297 gospodarstwach domowych).